# پلدون
پلدون (به انگلیسی: Peldon) یک روستا و محله مدنی در بریتانیا است که در Colchester واقع شده‌است. پلدون ۵۵۹ نفر جمعیت دارد.